# MAN A12
Trotz des Trends zur Absenkung der Fußbodenhöhe ergänzte MAN sein Angebot 1992 um den Low-Entry-Bus EL 202, intern als MAN A12 bezeichnet. Er basierte auf der ersten Version der Niederbodenversion MAN NL 202, von dem er äußerlich kaum zu unterscheiden ist. Jedoch hatte er an jeder Eingangstür eine Stufe und alle Sitzplätze wurden auf Podesten platziert. Er war mit zwei oder drei Doppeltüren erhältlich. Der EL 202 war bestimmungsgemäß für den Vorortverkehr sowie für osteuropäische Märkte mit schlechterer Straßenqualität vorgesehen. MAN vermarktete ihn als Europa-Bus.
In Deutschland wurde er meist von mittelständischen Busbetrieben eingesetzt, die im Auftragsverkehr unterwegs waren, oder von größeren Busbetrieben im Regionalverkehr wie Autokraft, Kraftverkehrsgesellschaft Braunschweig, Regionalverkehr Münsterland, Regionalverkehr Köln und Regionalverkehr Kurhessen.
Der EL 202 konnte anfangs mit Motoren mit 214 PS, 230 PS oder 250 PS bestellt werden.
Mit der Einführung der Motoren der Euro-2-Norm 1995 wurde die Motorleistung in der Typbezeichnung angegeben. Er war nun mit 220 PS als EL 222, mit 260 PS als EL 262 und mit 310 PS als EL 312 erhältlich.
Er wurde vom EL 263/273/283/293 (MAN A78) abgelöst, der unter der Bezeichnung Lion's City LE vermarktet wurde.